# Hamani Diori

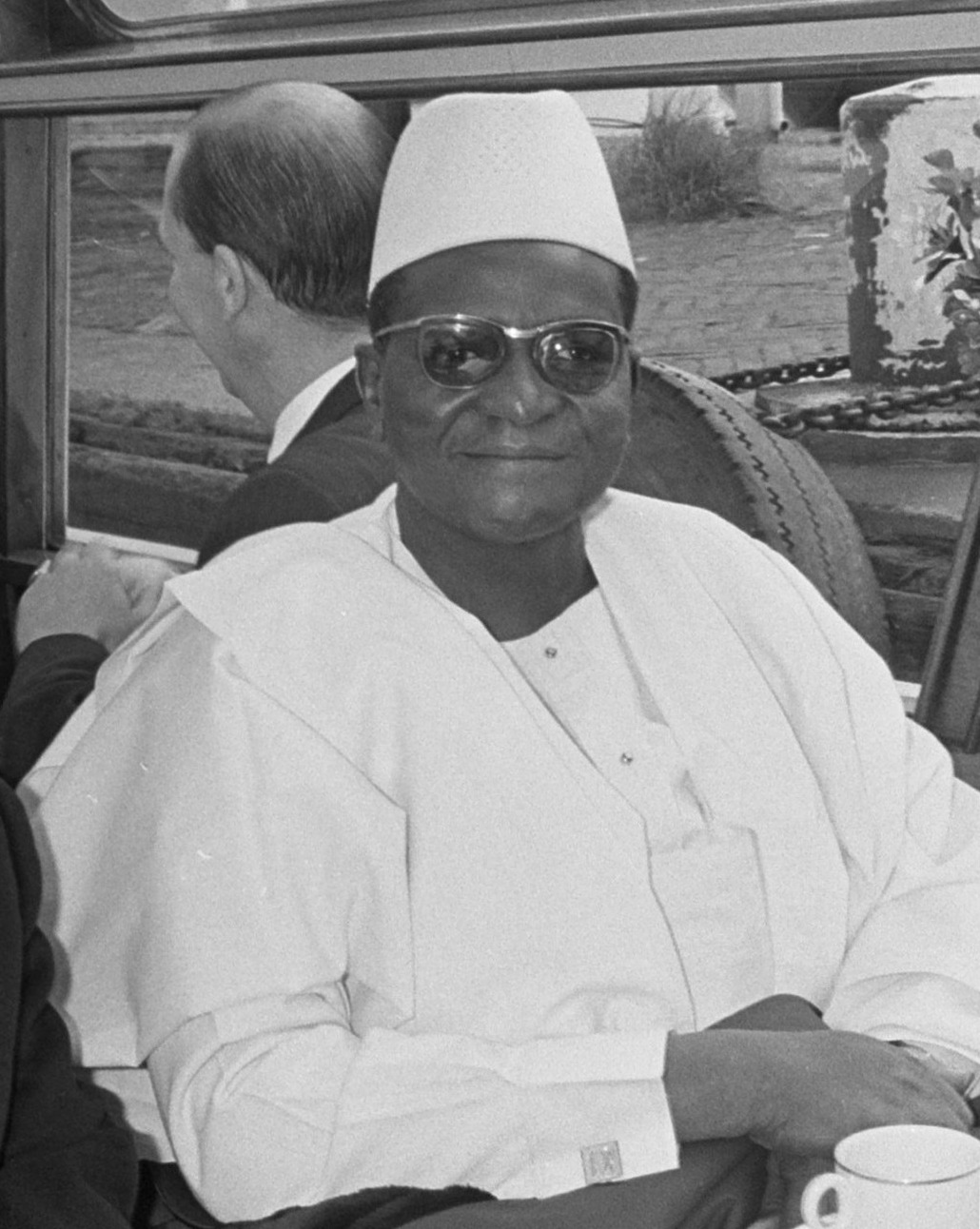
Ron Kroon: Hamani Diori, 1968

Hamani Diori (* 6. Juni 1916 in Soudouré; † 23. April 1989 in Rabat) war ein nigrischer Politiker und Lehrer. Er war von 1960 bis 1974 der erste Staatspräsident Nigers.

## Politiker
Diori gehörte zur Volksgruppe der Zarma und stammte aus dem Westen des Landes. Nach dem Schulbesuch ging er auf die École normale William Ponty bei Dakar und wurde Lehrer. In diesem Beruf war er von 1936 bis 1938 in Niger tätig und arbeitete später als Sprachlehrer in Paris. 1945 heiratete er Aïssa Diori. Das Paar hatte sechs Kinder, darunter Abdoulaye Hamani Diori.
1946 ging er in die Politik und war Mitbegründer der Nigrischen Fortschrittspartei (PPN), die zur Sammlungsbewegung Rassemblement Démocratique Africain (RDA) gehörte. Ab dem 10. November 1946 vertrat er Niger in der französischen Nationalversammlung. Er gehörte dem Parlament bis April 1951 an. Ab dem 2. Januar 1956 war er ein zweites Mal Mitglied der Nationalversammlung und wurde einer der stellvertretenden Parlamentspräsidenten. In seiner Eigenschaft als französischer Abgeordneter war er auch Abgeordneter im Europäischen Parlament. Im Gegensatz zu seinem politischen Rivalen und Verwandten Djibo Bakary unterstützte er beim Referendum von 1958 den Verfassungsentwurf Charles de Gaulles für die V. Republik und sprach sich gegen die sofortige Unabhängigkeit aus. Er stellte, noch im Verband mit Frankreich, die Regierung Nigers vom 14. Dezember 1958 zusammen.

## Präsident
Nach der Unabhängigkeit von Frankreich am 3. August 1960 wurde er am 10. November erster Präsident des Landes, die Nationalversammlung hatte ihn zwei Tage zuvor zum Staatsoberhaupt gewählt. Wie in den meisten anderen ehemaligen französischen Besitzungen wurde ein Einparteienstaat mit dem PPN-RDA als einziger legaler Partei errichtet. Ein Putschversuch gegen ihn konnte 1963 mit Hilfe von in der Hauptstadt Niamey stationierten französischen Soldaten beendet werden. Während seiner Amtszeit wurde er zweimal wiedergewählt. Bei den Wahlen am 30. September 1965 und bei den Wahlen am 1. Oktober 1970 erhielt er jeweils ohne Gegenkandidaten bei nur wenigen ungültigen Wahlzetteln 100 % der Stimmen. Neben dem Präsidentenamt bekleidete er bis 1963 sowie von 1965 bis 1967 auch das Amt des Außenministers.
In der Außenpolitik setzte er auf enge Bindungen an Frankreich und war ein Förderer der Frankophonie. Seit den späten 1950er Jahren spielte das Land für Frankreich eine wichtige Rolle als Uranlieferant für den Aufbau der Atomstreitmacht. Daneben betätigte er sich mehrmals als Vermittler bei innerafrikanischen Konflikten. Mit den Staatschefs von Obervolta, Dahomey und der Elfenbeinküste gründete er den Conseil de l’Entente zur Stärkung der regionalen Zusammenarbeit. Innenpolitisch regierte er autoritär und die Regierung galt als korrupt. Infolge der Hungersnot in der Sahelzone, von der Anfang der 1970er Jahre auch Niger betroffen war, geriet seine Regierung wegen der unzureichenden Weiterverteilung der internationalen Hilfe zunehmend unter Druck. Der Stabschef der Armee, Seyni Kountché, beendete Dioris Präsidentschaft am 15. April 1974 durch einen Putsch und regierte bis zu seinem Tod 1987.

## Letzte Jahre
Diori blieb bis 1980 in Haft und stand bis 1987 unter Hausarrest. Nach Kountchés Tod durfte er das Land verlassen und ging nach Marokko ins Exil, wo er starb.